# Château-Renard
Pour les articles homonymes, voir Château (homonymie) et Renard (homonymie).
Ne doit pas être confondu avec Châteaurenard.
Château-Renard est une commune française située dans le département du Loiret en région Centre-Val de Loire.

## Géographie

### Situation

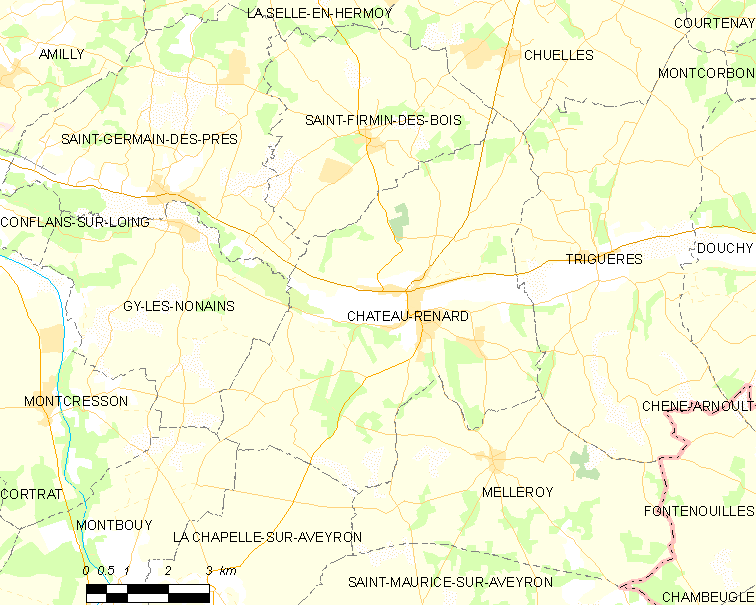
Carte de la commune de Château-Renard
et des communes limitrophes

La commune de Château-Renard se trouve dans le quadrant nord-est du département du Loiret, dans la région agricole du Gâtinais pauvre. À vol d'oiseau, elle se situe à 76,1 km  d'Orléans, préfecture du département et à 15,3 km de Montargis, sous-préfecture.
Les communes les plus proches sont : Saint-Firmin-des-Bois (3,8 km), Triguères (4,4 km), Melleroy (4,7 km), Gy-les-Nonains (5,8 km), Saint-Germain-des-Prés (6,3 km), Chuelles (8,1 km), La Selle-en-Hermoy (8,9 km), La Chapelle-sur-Aveyron (8,9 km), Saint-Maurice-sur-Aveyron (9,2 km), Douchy (9,5 km) et Montbouy (11,3 km).

### Géologie et relief

#### Géologie
La commune se situe dans le sud du Bassin parisien, le plus grand des trois bassins sédimentaires français. Cette vaste dépression, occupée dans le passé par des mers peu profondes et des lacs, a été comblée, au fur et à mesure que son socle s’affaissait, par des sables et des argiles, issus de l’érosion des reliefs alentours, ainsi que des calcaires d’origine biologique, formant ainsi une succession de couches géologiques.
Les couches affleurantes sur le territoire communal sont constituées de formations superficielles du Quaternaire et de roches sédimentaires datant du Cénozoïque, l'ère géologique la plus récente sur l'échelle des temps géologiques, débutant il y a 66 millions d'années, et du Mésozoïque, anciennement appelé Ère secondaire, qui s'étend de −252,2 à −66,0 Ma. La formation la plus ancienne est de la craie blanche à silex remontant à la période Crétacé. La formation la plus récente est des alluvions récentes des lits mineurs remontant à l’époque Holocène de la période Quaternaire. Le descriptif de ces couches est détaillé dans  les feuilles « n°365 - Montargis » et « n°366 - Courtenay » de la carte géologique au 1/50 000ème du département du Loiret, et leurs notices associées,.

Carte géologique de la commune

|  | Fz : | alluvions récentes des lits mineurs, Holocène                                                     |
|  | FC : | alluvions et colluvions du fond des vallées secondaires, Holocène                                 |
|  | Fy : | alluvions récentes des levées et montilles de la Loire et des basses terrasses du Loing, Holocène |

|  | qC :  | colluvions indifférenciées de versant, Quaternaires |
|  | qCS : | colluvions à silex de versant, Quaternaires         |
|  | qOE : | Limons et Loess, Quaternaire                        |

|  | e4PN : | poudingue de Nemours, Paléocène-Éocène inférieur |

|  | e1-4Rc : | complexe argilo-sableux à silex = argiles à silex, Paléocène-Éocène inférieur |

|  | c4Cr : | craie blanche à silex, Santonien |
|  | c3Cr : | craie blanche à silex, Coniacien |

#### Relief
La superficie cadastrale de la commune publiée par l’Insee, qui sert de références dans toutes les statistiques, est de 40,34 km2,. La superficie géographique, issue de la BD Topo, composante du Référentiel à grande échelle produit par l'IGN, est quant à elle de 40,38 km2. L'altitude du territoire varie entre 104 m et 188 m.

### Hydrographie
Le territoire de la commune est traversé par l'Ouanne, un affluent du Loing, très méandreuse à ce stade de son parcours.

### Climat
Pour des articles plus généraux, voir Climat du Centre-Val de Loire et Climat du Loiret.
En 2010, le climat de la commune est de type climat océanique dégradé des plaines du Centre et du Nord, selon une étude du CNRS s'appuyant sur une série de données couvrant la période 1971-2000. En 2020, Météo-France publie une typologie des climats de la France métropolitaine dans laquelle la commune est exposée à un climat océanique altéré et est dans la région climatique Nord-est du bassin Parisien, caractérisée par un ensoleillement médiocre, une pluviométrie moyenne régulièrement répartie au cours de l’année et un hiver froid (3 °C).
Pour la période 1971-2000, la température annuelle moyenne est de 11 °C, avec une amplitude thermique annuelle de 15,7 °C. Le cumul annuel moyen de précipitations est de 700 mm, avec 11 jours de précipitations en janvier et 7,8 jours en juillet. Pour la période 1991-2020, la température moyenne annuelle observée sur la station météorologique de Météo-France la plus proche, sur la commune d'Amilly à 13 km à vol d'oiseau, est de 11,7 °C et le cumul annuel moyen de précipitations est de 642,8 mm,. Pour l'avenir, les paramètres climatiques de la commune estimés pour 2050 selon différents scénarios d'émission de gaz à effet de serre sont consultables sur un site dédié publié par Météo-France en novembre 2022.

### Milieux naturels et biodiversité

#### ZNIEFF
L’inventaire des zones naturelles d'intérêt écologique, faunistique et floristique (ZNIEFF) a pour objectif de réaliser une couverture des zones les plus intéressantes sur le plan écologique, essentiellement dans la perspective d’améliorer la connaissance du patrimoine naturel national et de fournir aux différents décideurs un outil d’aide à la prise en compte de l’environnement dans l’aménagement du territoire. Le territoire communal de Château-Renard ne comprend pas de ZNIEFF.

#### Natura 2000

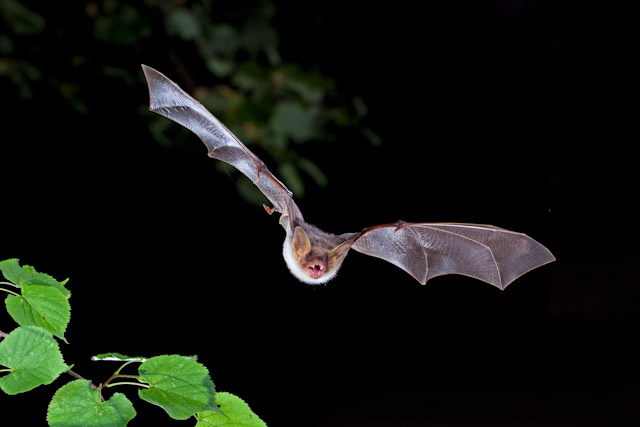
Grand murin.

Une marnière à La Volve abrite des chauve-souris. Elle a été regroupée avec sept autres marnières de l'est du Loiret dans le même cas, cet ensemble de cinq sites ayant en 2013 été classé en zone spéciale de conservation (ZSP) et le tout intégré au réseau Natura 2000. La marnière de la Volve, de 30 m de profondeur et 23 m de largeur, abrite des vespertilions à oreilles échancrées, des vespertilions de Bechstein et des grands murins,. Le murin de Daubenton et le murin à moustaches ont également été recensés sur la commune.

#### Espaces protégés
Par ailleurs, les caves de Saint-Nicolas ont été acquises par un conservatoire d'espaces naturels.

#### Conservatoire naturel
Un verger conservatoire a été créé en 1986 en bas des Gauffaudières, réunissant 136 pommiers (60 variétés) et 64 poiriers (de 35 à 40 variétés, dont le poirier Sauger).

## Toponymie
Au cours de la Révolution française, la commune porta provisoirement le nom de Réunion-sur-Ouanne.
L'actuelle dénomination Château-Renard a pris officiellement effet le 19 novembre 1998 en application du décret du 16 novembre 1998. L'ancienne dénomination était Châteaurenard. Le changement de dénomination a donc permis de supprimer l'homonymie séculaire existant avec le nom de la ville de Châteaurenard (Bouches-du-Rhône).
Une hypothèse donne pour origine le nom du premier seigneur ayant fait construire le château de la commune ; il était comte de Sens et avait pour nom de famille Renard.
Guy Rousseau maire de Chateau-Renard entre 1967 et 1979 a donné son nom au stade local.

## Histoire

### Préhistoire et Antiquité
L'existence d'ateliers de taille de silex atteste l'occupation de la vallée de l'Ouanne dès la préhistoire.

### Haut Moyen Âge
La première désignation connue pour le bourg est celui de « Mont d'Ouanne », en regard de sa haute colline avec un dénivelé pentu d'environ 80 m surplombant de peu la rivière. Il y avait depuis environ le milieu du VIe siècle un « château » de la Motte, ancêtre du château éponyme existant de nos jours, édifié dans la vallée entre deux bras de rivière et à quelques centaines de mètres de l'actuel château de la Motte. C'était probablement un bâtiment en bois tenant lieu de place forte. Sur le Mont d'Ouanne les bénédictins avaient bâti un prieuré dédié à saint Amand, administré par l'abbaye de Ferrières comme tout le Gâtinais carolingien ; mais il deviendra plus tard une dépendance du prieuré de La Charité et fera partie du diocèse de Sens.
Un fragment (45 × 32 cm) de sarcophage mérovingien a été découvert dans les années 1970, gisant sur une place publique où les voitures roulaient dessus. Il est décoré de bandes de stries gravées à obliquité alternée, déjà repéré dans le nord-est du Loiret (Sceaux-du-Gâtinais, Préfontaines, Beaune-la-Rolande, Girolles et Cortrat.
Hugues le Grand s'étant emparé de la Haute Bourgogne, il institue Fromond comme vicomte de Sens en 937. Ayant offensé l'archevêque de Sens Gerlanus ou Gerlair (938 - 954), Fromond Ier se retrouve exilé par le roi (Louis IV) à la « ville d'Ouanne ». Il a peut-être alors rebâti la Motte, mais encore en bois. C'est là que son fils grandit : Renard Ier, que Hugues le Grand fait comte de Sens à la mort de Fromond Ier et qui gagne le sobriquet de « Petit Vieux ». 

De caractère ambitieux, le « Petit Vieux » se donne comme tâche de piller les biens des abbayes locales, y compris celle de Ferrières. Il guigne particulièrement le Mont d'Ouanne et ses pentes stratégiques, qu'il obtient ainsi par pillage. En 961, ayant lui aussi eu trop de démêlés avec l'archevêque de Sens, il se fait comme son père exiler à la ville d'Ouanne par le roi Lothaire. Il y fait construire le château-haut sur la butte autour de l'église des moines. C'est à cette date que le bourg prend le nom de Château-Renard. Pour augmenter sa popularité et faire oublier saint Amand qui rappelle trop l'autorité de Ferrières, il offre au bourg les reliques de saint Pavas, pillées au cours de la prise de Bray-sur-Seine qui les avait pillées du Mans lors des invasions normandes. Renard Ier décède en 996 (il est inhumé près de Sens, dans l'église du village de Sainte-Colombe). Noter qu'il a aussi fondé Joigny.
Ses descendants (Fromond II et Renard II) continuent dans la même ligne d'indiscipline, pillage et rébellion inculquée de famille - tant et si bien que Robert le Pieux destitue Renard II du comté de Sens en 1015. Il est cependant toujours comte de Joigny, et s'adonne toujours aux mêmes activités de pillage, détroussage et autre banditisme de tradition familiale. Lassé de cet anarchisme et des plaintes subséquentes, Louis VI le Gros fait détruire leur château-haut en 1110 - y compris l'église. De plus il ordonne aux Courtenay, cousins des Renard mais plus disciplinés envers la monarchie, d'ériger le château de la Motte pour surveiller leur parenté. Enfin il leur fait aussi construire le château de la Volve, en face du château-haut, avec ordre d'y installer leur bailli - toujours dans l'optique de surveillance des quasi-renégats Renard. Sous cette surveillance poussée, les Renard tentent malgré tout de reconstruire leur château-haut en 1131 ; nouvelle intervention du roi, qui aboutit au résultat souhaité : les Renard se soumettent. Ils se renomment alors comtes de Joigny et cessent leurs pillages. Le bourg profite de cette accalmie de un siècle pour reconstruire l'église sur la colline et la dédier à saint Étienne. Vers cette époque ou peu après, il existe sur la paroisse de Châteaurenard un prieuré Saint-Savinien-de-Dullot, dont le prieur est nommé par le prieuré de Flotin,.

### Bas Moyen Âge
Vers 1195, Gaucher de Joigny, seigneur de Venisy (Yonne) du chef de son épouse Alix de Venisy (Trainel), cadet de la famille comtale, est seigneur de Château-Renard. Il est le premier porteur attesté du titre seigneurial. Il décède après 1211. Aucune charte ou chronique n'établit un quelconque lien filiatif des comtes de Joigny avec les comtes de Sens, dont ils ne sont que les successeurs territoriaux. On rappellera que les liens familiaux allégués sont issus de l'historiographie du XIXe siècle et que le comté de Joigny n'émerge qu'entre 1055 (ou 1040) et 1080. De ce fait, les partages de 998, 999, 1008 et les conventions politiques de 1015, 1032 et 1034 (car les auteurs ne sont pas en peine de trouver des dates) ne sont pas à l'origine de droits héréditaires faisant émerger le comté de Joigny.

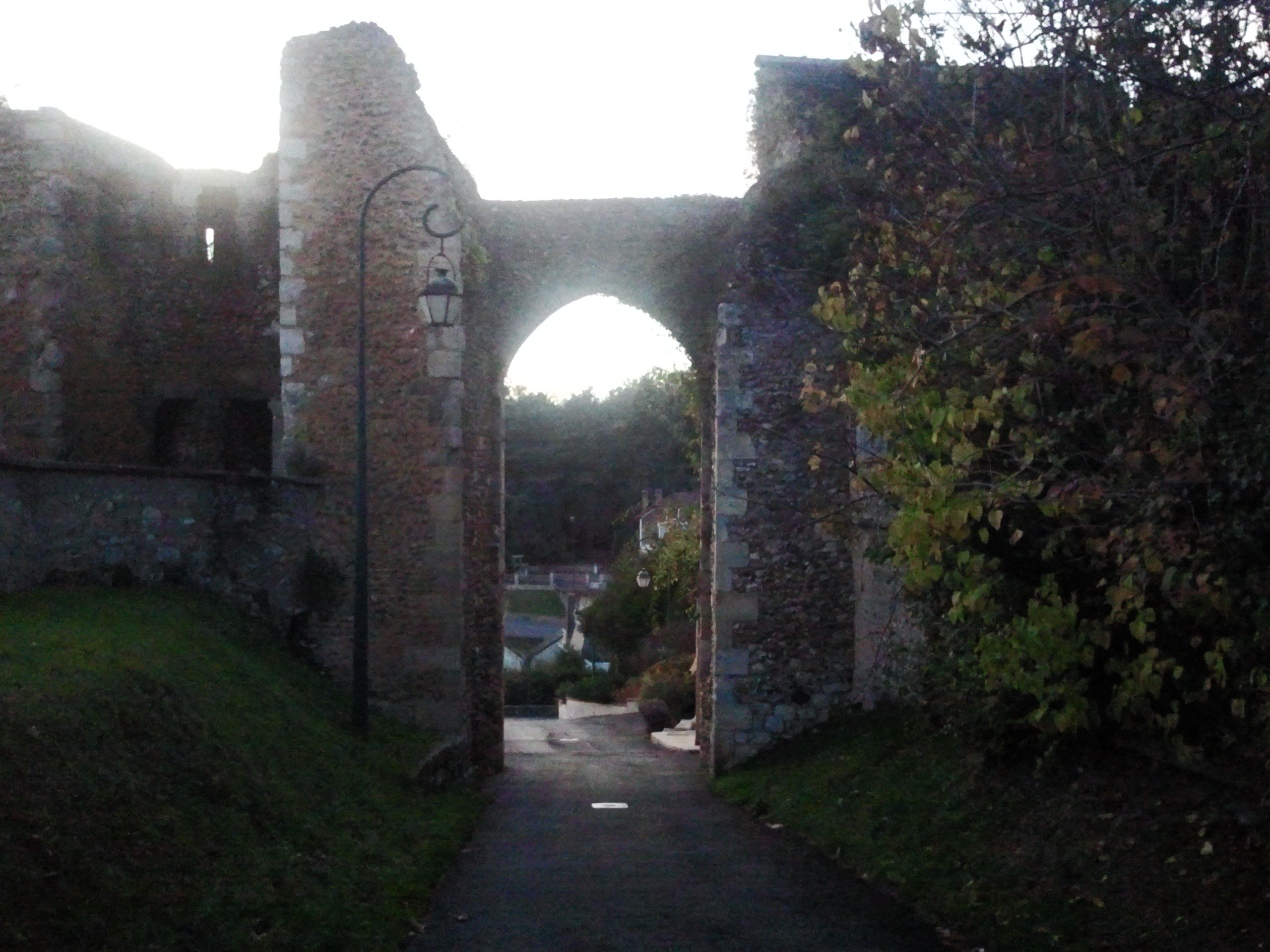
Ancienne porte Rouge.

Le château-haut est reconstruit en 1232 par Gaucher II de Joigny, descendant de la famille Renard et gendre de Simon de Montfort, avec l’autorisation royale - celle de Blanche de Castille, qui est alors régente - et avec une structure grandiose : 16 tours, donjon monumental, fossé de 6 m autour quand ce n'est la pente naturelle qui atteint 30 m de dénivelé dans le coin sud-ouest ... et gibet immédiatement à l'extérieur de l'entrée principale dont le portail, toujours debout de nos jours, est appelé la porte Rouge : on y pendait les trophées de chasse et de guerre et les corps des suppliciés. Abritant alors 500 personnes dont 160 hommes de garnison, le château-haut est une ville en lui-même. Il inclut 75 maisons, 11 puits, un pressoir, un moulin à vent et des étables. La colline, faite de calcaire, est truffée de souterrains (sept connus), dont certains débouchent dans des puits et qui servent occasionnellement de cachette (ainsi pour l'abbé de Triguères pendant la Terreur). 

Gaucher II meurt en 1241 lors d'une croisade en Terre Sainte.
Vers 1280, le château-haut passe à la famille des Artois. Mahaut d'Artois (1268 - † 1329, petite-nièce de Saint-Louis) y reçoit Philippe le Bel qui trouve le château fort à son goût. Au tournant du XIVe siècle, Mahaut a le château-haut et son cousin  Henri IV de Sully (prince de Boisbelle) a le château de la Motte. Ainsi quand Mahaut cède son fief à son cousin Henri IV de Sully prince de Boisbelle en 1312, elle aurait fait de lui le maître du bourg si Philippe le Bel ne lui avait imposé un échange avec le château de Dun-le-Roi. Philippe installe une garnison dans le château-haut en 1317.
Philippe Le Long concrétise le projet de son père Philippe le Bel de monter en puissance dans la possession du comté d'Angoulême. Une première opération consiste à rassembler des éléments fonciers de la vallée de la Vanne et de la forêt d'Othe pour les céder en échange à des membres de la famille de Sancerre détenteurs de portions du comté d'Angoulême. Une seconde opération lui est consécutive : il cède en échange au comte de Joigny la suzeraineté de la jeune châtellenie de Mâlay-le-Roi (aujourd'hui Malay-le-Petit, Yonne) pour en obtenir sa part de suzeraineté sur Château-Renard.
Arrive la guerre de Cent Ans, au cours de laquelle Château-Renard reste relativement épargné.

### Renaissance
Suit la Renaissance, qui voit 4 000 habitants à Château-Renard au début du XVIe siècle. Mais c'est l'époque qui voit aussi la fin des châteaux forts, et le château-haut est réduit au Chastellet, soit uniquement sa partie haute. Il est acheté par Gaspard Ier de Coligny en 1522 - dont la famille est une tête de proue du protestantisme - ; il achète ensuite le château de la Motte en 1531. S'ensuivent les guerres de religion où tout d'abord les protestants massacrent les moines du prieuré, puis les catholiques incendient l'église Saint-Étienne et une tour du château-haut. Louise de Coligny récupère son héritage au début du XVIIe siècle. Elle fait reconstruire le château de la Motte sur les fondations octogonales de l'ancien château de Milon de Courtenay, et installe une garnison protestante au Chastellet. L'église Saint-Étienne est interdite aux catholiques. En 1622, c'est la fin du Château-haut : Louis XIII prend le Chastellet par ruse et le fait détruire.

### Temps modernes
Le 12 juin 1841, la périphérie de la ville fut le lieu de la chute d'un météore, dont près de 30 kg ont été récupérés.
Entre le 29 janvier et le 8 février 1939, plus de 2 800 réfugiés espagnols fuyant l'effondrement de la république espagnole devant les troupes de Franco, arrivent dans le Loiret. Devant l'insuffisance des structures d'accueil d’Orléans, 46 centres d’accueil ruraux sont ouverts, dont un à Château-Renard. Les réfugiés, essentiellement des femmes et des enfants (les hommes sont désarmés et retenus dans le Sud de la France), sont soumis à une quarantaine stricte, vaccinés, le courrier est limité, et le ravitaillement, s'il est peu varié et cuisiné à la française, est cependant assuré. Une partie des réfugiés rentrent en Espagne, incités par le gouvernement français qui facilite les conditions du retour, ceux préférant rester sont regroupés au camp de la verrerie des Aydes, à Fleury-les-Aubrais.

### Héraldique
| Blason de Château-Renard | Blason  | De gueules à un château donjonné d'argent, maçonné de sable, soutenu d'un renard d'or, au chef cousu d'azur chargé de trois fleurs de lys aussi d'or. |
| Blason de Château-Renard | Détails | Armes parlantes. |

## Urbanisme

### Typologie
Au 1er janvier 2024, Château-Renard est catégorisée commune rurale à habitat dispersé, selon la nouvelle grille communale de densité à sept niveaux définie par l'Insee en 2022.
Elle est située hors unité urbaine et hors attraction des villes,.

### Occupation des sols
L'occupation des sols de la commune, telle qu'elle ressort de la base de données européenne d’occupation biophysique des sols Corine Land Cover (CLC), est marquée par l'importance des territoires agricoles (79,6 % en 2018), en diminution par rapport à 1990 (82,1 %). La répartition détaillée en 2018 est la suivante : 
terres arables (70,2 %), forêts (14,5 %), prairies (7,1 %), zones urbanisées (6 %), zones agricoles hétérogènes (2,2 %).
L’évolution de l’occupation des sols de la commune et de ses infrastructures peut être observée sur les différentes représentations cartographiques du territoire : la carte de Cassini (XVIIIe siècle), la carte d'état-major (1820-1866) et les cartes ou photos aériennes de l'IGN pour la période actuelle (1950 à aujourd'hui).

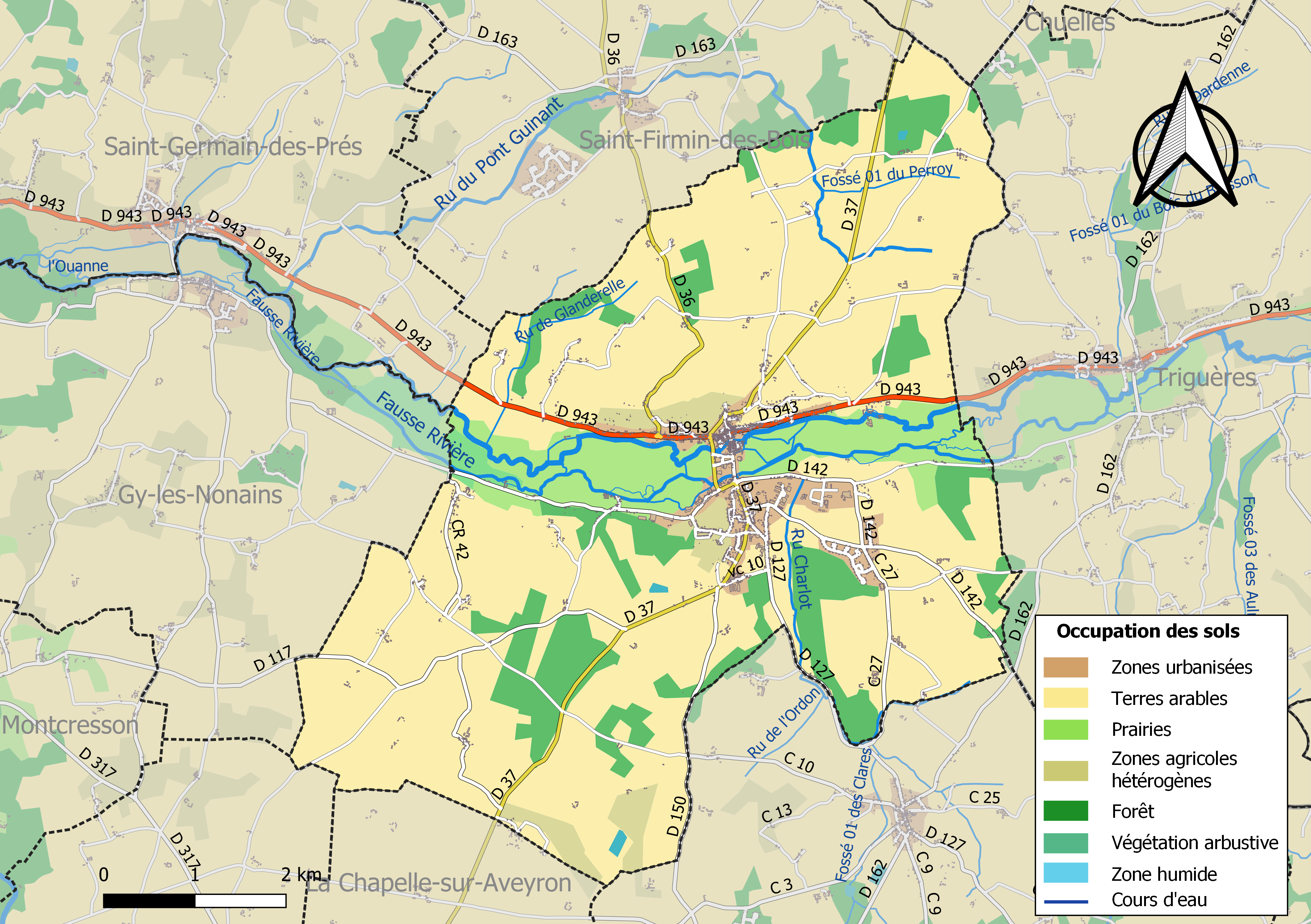
Carte des infrastructures et de l'occupation des sols de la commune en 2018 (CLC).
Carte orthophotographique de la commune en 2016.

### Planification
Le conseil municipal prescrit l'élaboration d'un plan local d'urbanisme le 14 octobre 2008, en application de la loi relative à la solidarité et au renouvellement urbains, dite loi SRU, et afin de remplacer le plan d'occupation des sols qui avait été approuvé en 1972 et révisé en 1996. Après l'enquête publique qui s'est déroulée du 1er mars au 1er avril 2014, le document est approuvé le 4 juin 2014,,.

### Voies de communication et transports

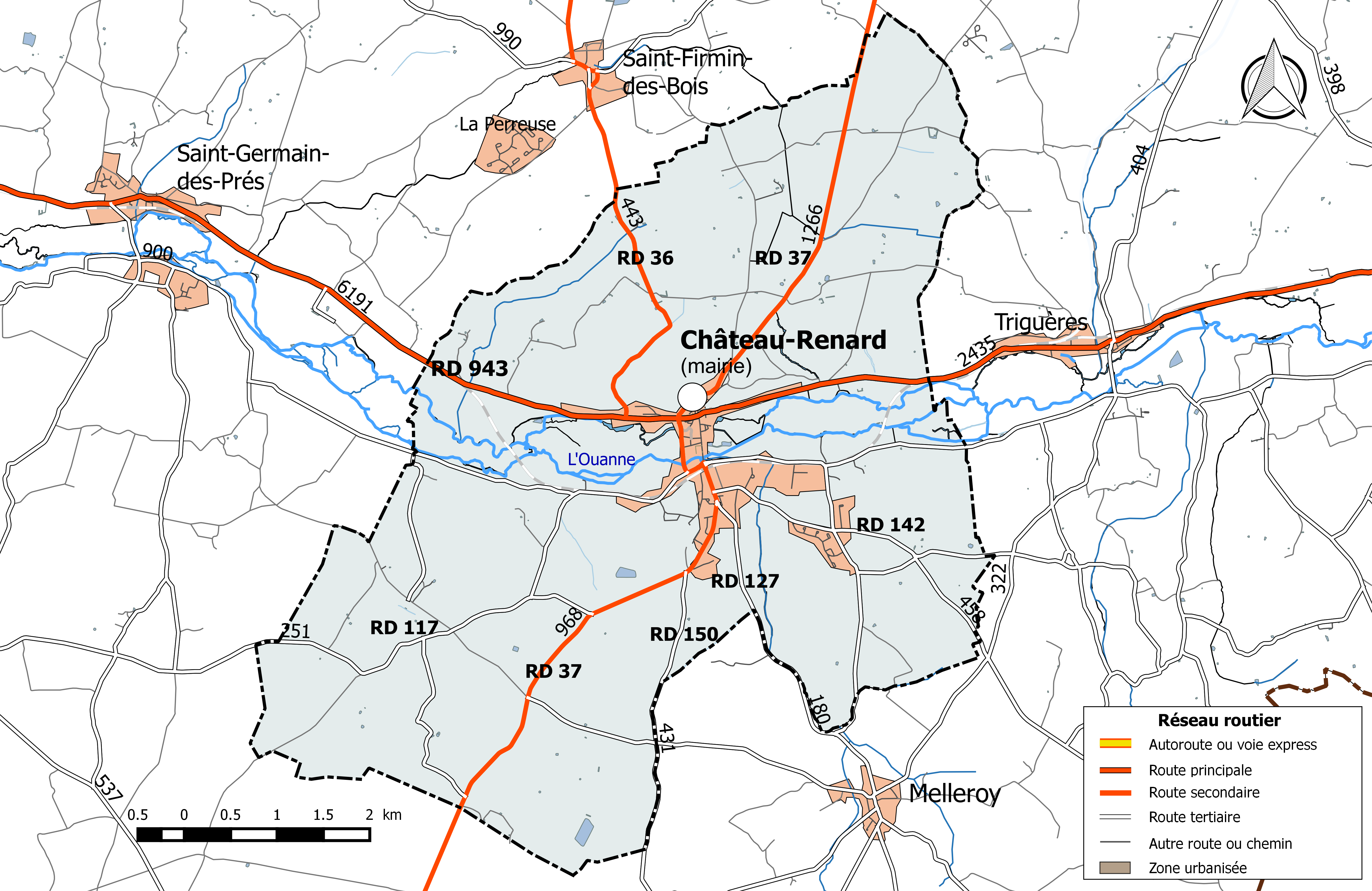
Réseau routier principal de la commune de Château-Renard (avec indication du trafic routier 2014).

#### Infrastructures routières
La commune est traversée par une route départementale (RD) à trafic relativement important (la RD 943) et six routes à faible trafic : les RD 36, 37, 117, 127, 142 et 150.
La RD 943 relie Montargis à Douchy et supporte en 1974 un trafic de 6 191 véhicules/jour à l'ouest du bourg en direction de Montargis et de 2435 à l'est. La RD 37 (1 206 véhicules/jour au nord du bourg et 968 au sud), relie Châtillon-Coligny à Saint-Hilaire-les-Andrésis. Les RD 36, 117, 127, 142  et 150 relient la commune respectivement à Bazoches-sur-le-Betz, Solterre, Saint-Maurice-sur-Aveyron, Melleroy et Aillant-sur-Milleron et supportent un trafic inférieur à 500 véhicules/jour.

#### Transports en commun routiers
En 2016, Château-Renard est desservie par la ligne régulière n°13 du réseau d'autocars interurbains Ulys qui relie Montcorbon à Montargis. Cette ligne  propose un nombre de dessertes variable en fonction des jours ouvrables de la semaine. Des correspondances SNCF, avec le Transilien et le réseau Amelys sont assurées à la gare de Montargis.
À compter du 1er janvier 2017, la compétence des services de transports routiers interurbains, réguliers et à la demande est transférée des départements aux régions, et donc localement du département du Loiret à la région Centre-Val de Loire, consécutivement à la loi NOTRe du 7 août 2015.

#### Infrastructures ferroviaires
La commune est située sur l'ancienne ligne ferroviaire d'Orléans à Châlons. L'ancienne gare se trouve au sud de la localité ; son bâtiment existe toujours, transformé en maison d'habitation.

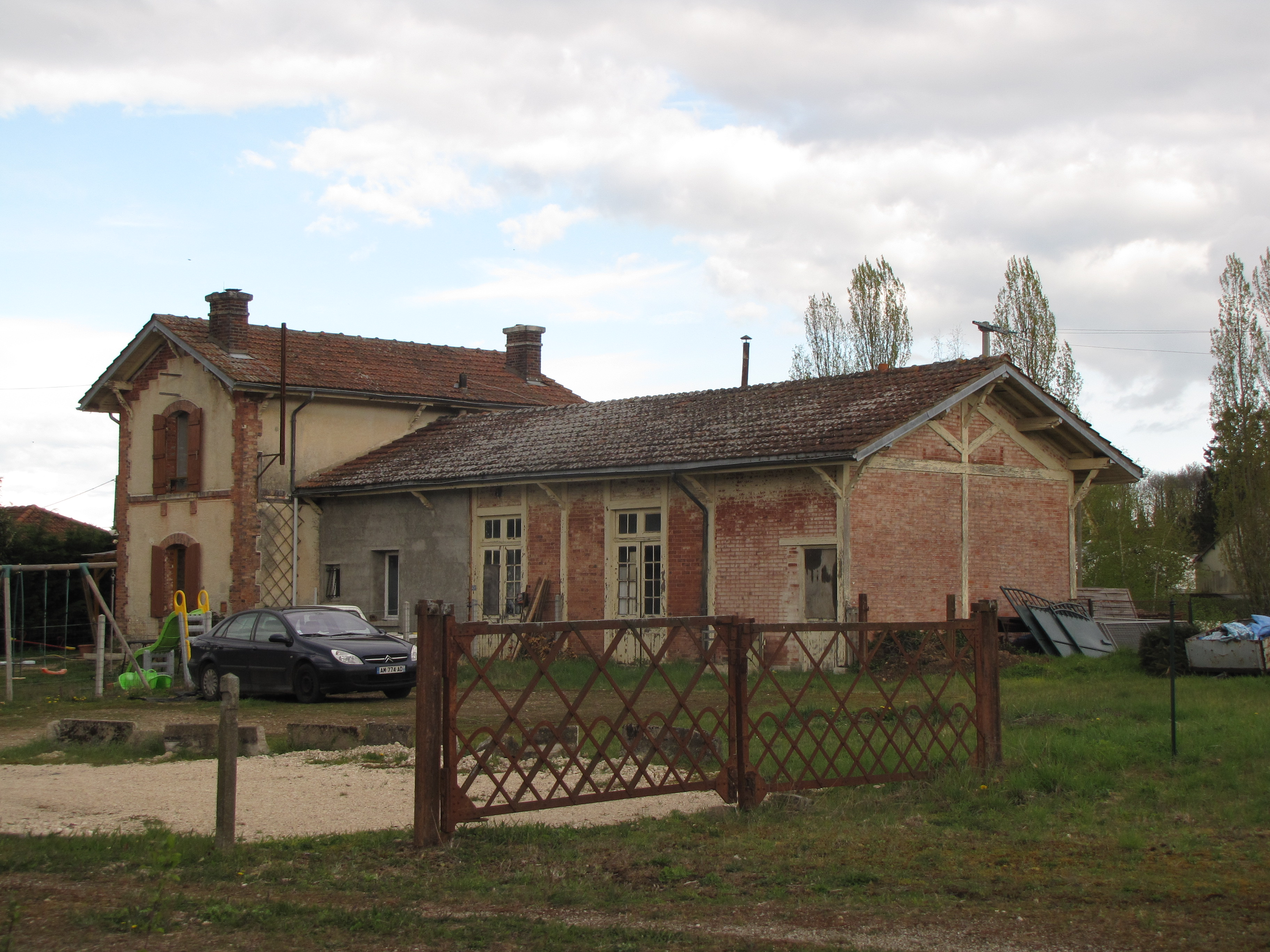
L'ancienne gare.
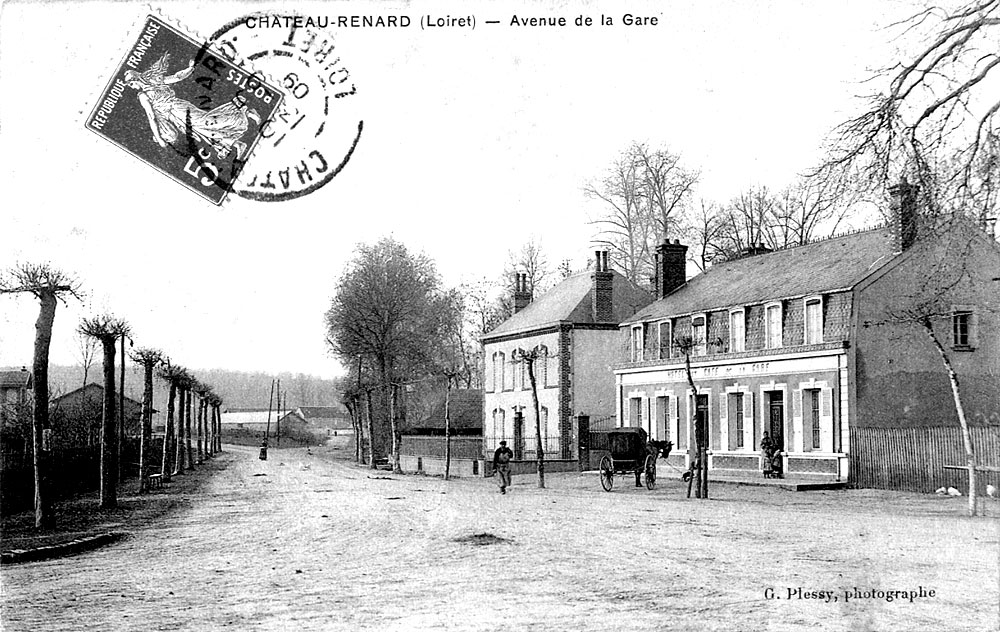
Avenue de la Gare, carte postale du début du XXe siècle.
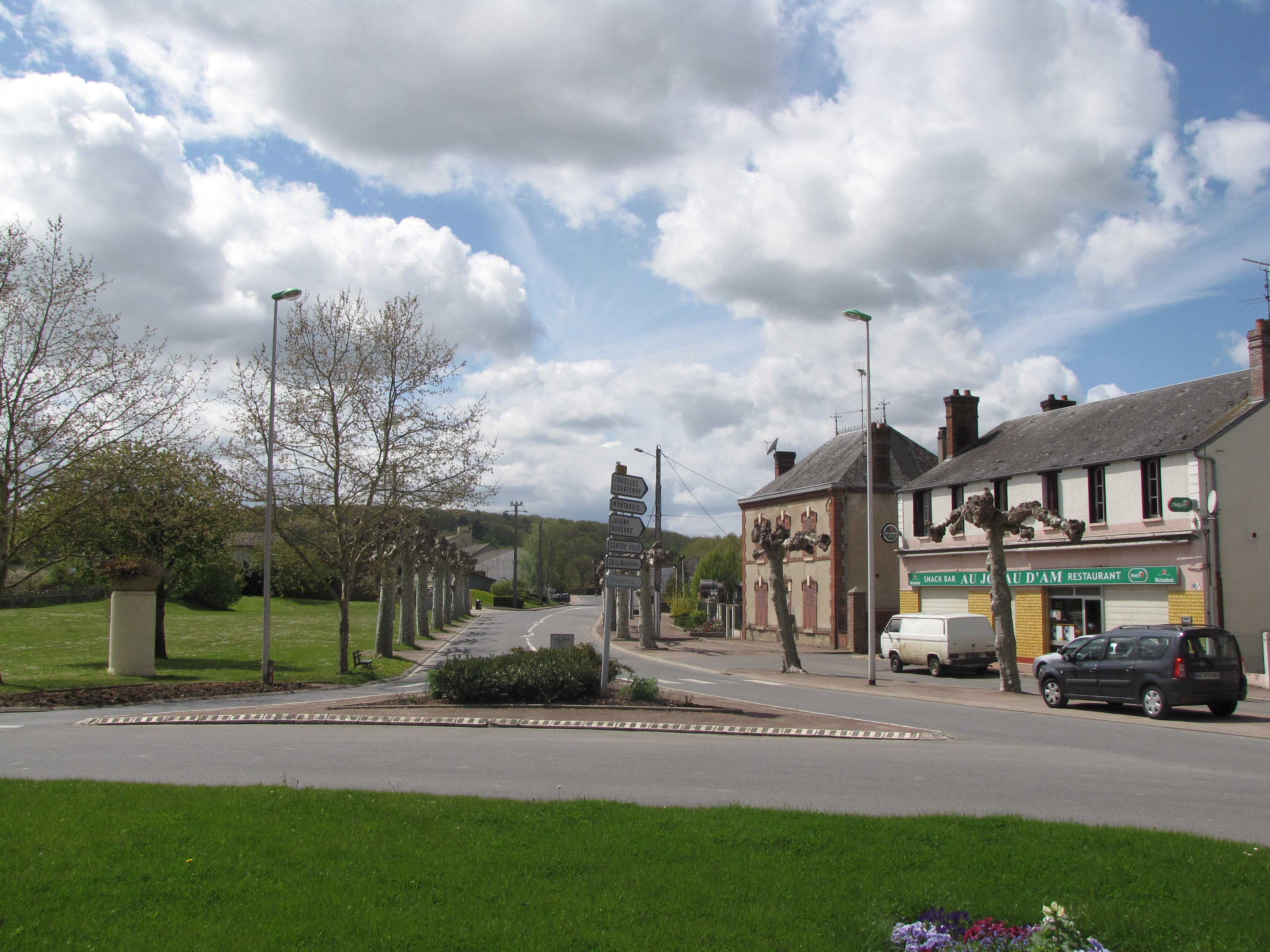
Avenue de la Gare en 2012.

La gare la plus proche est celle de Montargis (17 km).

### Risques naturels et technologiques
La commune de Château-Renard est vulnérable à différents aléas naturels : inondations (par débordement de l'Ouanne), climatiques (hiver exceptionnel ou canicule), mouvements de terrains ou sismique (sismicité très faible). Entre 1989 et 2019, dix arrêtés ministériels ayant porté reconnaissance de catastrophe naturelle ont été pris pour le territoire de la commune : six  pour des inondations et coulées de boues et quatre pour des mouvements de terrains.
Certaines parties du territoire communal sont exposées aux crues de l'Ouanne. Le risque d'inondation est pris en compte dans l'aménagement du territoire de la commune par le biais du Plan de prévention du risque inondation (PPRI) Agglomération montargoise et Loing Aval approuvé le 21 juin 2011 par arrêté préfectoral.
Le territoire de la commune peut également être concerné par un risque d'effondrement de cavités souterraines non connues. Une cartographie départementale de l'inventaire des cavités souterraines et des désordres de surface a été réalisée. Il a été recensé sur la commune plusieurs effondrements de cavités.
Par ailleurs le sol du territoire communal peut faire l'objet de mouvements de terrain liés à la sécheresse. Le phénomène de retrait-gonflement des argiles est la conséquence d'un changement d'humidité des sols argileux. Les argiles sont capables de fixer l'eau disponible mais aussi de la perdre en se rétractant en cas de sécheresse. Ce phénomène peut provoquer des dégâts très importants sur les constructions (fissures, déformations des ouvertures) pouvant rendre inhabitables certains locaux. Celui-ci a particulièrement affecté le Loiret après la canicule de l'été 2003. Une grande partie du territoire de la commune est soumis à un aléa « moyen » face à ce risque, selon l'échelle définie par le Bureau de recherches géologiques et minières (BRGM).
Depuis le 22 octobre 2010, la France dispose d’un nouveau zonage sismique divisant le territoire national en cinq zones de sismicité croissante. La commune, à l’instar de l’ensemble du département, est concernée par un risque très faible.

## Politique et administration

### Découpage territorial

#### Bloc communal: Commune et intercommunalités
La paroisse et bourg de Château-Renard acquiert le statut de municipalité avec le  décret du 12 novembre 1789 de l'Assemblée Nationale puis celui de « commune », au sens de l'administration territoriale actuelle, par le décret de la Convention nationale du 10 brumaire an II (31 octobre 1793). Il faut toutefois attendre la loi du 5 avril 1884 sur l'organisation municipale pour qu'un régime juridique uniforme soit défini pour toutes les communes de France, point de départ de l’affirmation progressive des communes face au pouvoir central.
Orthographiée Château-Renard dans l'arrêté du 9 vendémiaire an X (30 septembre 1801), la commune prend ensuite le nom d'usage de Châteaurenard. Le 28 août 1996, le conseil municipal délibère pour changer de nom et prendre celui de Château-Renard afin supprimer l'homonymie existant avec le nom de la ville de Châteaurenard dans les Bouches-du-Rhône. Ce n'est que le 18 novembre 1998, date de publication du décret du 16 novembre 1998, que la commune prend officiellement ce nouveau nom.
Le 1er décembre 2009, un arrêté préfectoral transforme le SIVOM du canton de Château-Renard, créé le 2 avril 1968, en Communauté de Communes de Château-Renard qui comprend dix communes dont Château-Renard. La commune appartient à d'autres établissements publics de coopération intercommunale, de type syndicats ou autres regroupements intercommunaux. Le découpage territorial de ces structures est en constante évolution dans une perspective de rationalisation et d'efficience des services.
Afin de renforcer et réduire le nombre d'intercommunalités en France, la loi du 7 août 2015 portant nouvelle organisation territoriale de la République (dite loi NOTRe) fait passer le seuil démographique minimal de 5 000 à 15 000 habitants pour constituer une intercommunalité, sauf exceptions. Le schéma départemental de coopération intercommunale du Loiret est arrêté sur ces bases le 30 mars 2016 et le nombre d'établissements publics de coopération intercommunale à fiscalité propre passe dans le département du Loiret de 28 (2 communautés d'agglomération et 26 communautés de communes) à 16 (deux communautés d'agglomération et 14 communautés de communes dont une interdépartementale). Le  1er janvier 2017, la communauté de communes du Betz et de la Cléry (CCBC) et la communauté de communes de Château-Renard (CCCR) fusionnent pour donner naissance à la communauté de communes de la Cléry, du Betz et de l'Ouanne (3CBO). À l’occasion de cette fusion, le Syndicat d’Aménagement Rural (SAR) de Château-Renard et Courtenay, totalement inclus dans le périmètre de la 3CBO, fait partie intégrante de la nouvelle entité créée.

#### Circonscriptions de rattachement
Sous l'Ancien Régime, à la veille des États généraux de 1789, la paroisse de Château-Renard était rattachée sur le plan ecclésiastique à l'ancien diocèse de Sens et sur le plan judiciaire au bailliage de Montargis.
La loi du 22 décembre 1789 divise le pays en 83 départements découpés chacun en six à neuf districts eux-mêmes découpés en cantons regroupant des communes. Les districts, tout comme les départements, sont le siège d’une administration d’État et constituent à ce titre des circonscriptions administratives. La commune de Château-Renard est alors incluse dans le canton de Chateaurenard, le district de Montargis et le département du Loiret.
La recherche d’un équilibre entre la volonté d’organiser une administration dont les cadres permettent l’exécution et le contrôle des lois d’une part, et la volonté d’accorder une certaine autonomie aux collectivités de base (paroisses, bourgs, villes) d’autre part, s’étale de 1789 à 1838. Les découpages territoriaux évoluent ensuite au gré des réformes visant à décentraliser ou recentraliser l'action de l'État. La régionalisation fonctionnelle des services de l'État (1945-1971) aboutit à la création de régions. L'acte I de la décentralisation de 1982-1983 constitue une étape importante en donnant l'autonomie aux collectivités territoriales, régions, départements et communes. L'acte II intervient en 2003-2006, puis l'acte III en 2012-2015.
Le tableau suivant présente les rattachements, au niveau infra-départemental, de la commune de Château-Renard aux différentes circonscriptions administratives et électorales ainsi que l'historique de l'évolution de leurs territoires.
| Circonscription             | Nom                | Période   | Type                         | Évolution du découpage territorial |
| --------------------------- | ------------------ | --------- | ---------------------------- | --- |
| District                    | Montargis          | 1790-1795 | Administrative               | La commune est rattachée au district de Montargis de 1790 à 1795,. La Constitution du 5 fructidor an III, appliquée à partir de vendémiaire an IV (1795) supprime les districts, rouages administratifs liés à la Terreur, mais maintient les cantons qui acquièrent dès lors plus d'importance. |
| Canton                      | Chateaurenard      | 1790-1801 | Administrative et électorale | Le 10 février 1790, la municipalité de Châteaurenard est rattachée au canton de Chateaurenard qui comprend sept municipalités. Les cantons acquièrent une fonction administrative avec la disparition des districts en 1795. |
| Canton                      | Château-Renard     | 1801-2015 | Administrative et électorale | Sous le Consulat, un redécoupage territorial visant à réduire le nombre de justices de paix ramène le nombre de cantons dans le Loiret de 59 à 31. Par arrêté du 9 vendémiaire an X (30 septembre 1801), Château-Renard est toujours rattachée au canton de Château-Renard qui comprend désormais dix communes,. |
| Canton                      | Courtenay          | 2015-     | Électorale                   | La loi du 17 mai 2013 et ses décrets d'application publiés en février et mars 2014 introduisent un nouveau découpage territorial pour les élections départementales. La commune est alors rattachée au nouveau canton de Courtenay. Depuis cette réforme, plus aucun service de l'État n'exerce sa compétence sur un territoire s'appuyant sur le nouveau découpage cantonal. Le canton a disparu en tant que circonscription administrative de l'État ; il est désormais uniquement une circonscription électorale destinée à l'élection d'un binôme de conseillers départementaux siégeant au conseil départemental. |
| Arrondissement              | Montargis          | 1801-     | Administrative               | Château-Renard est rattachée à l'arrondissement de Montargis depuis sa création en 1801,. |
| Circonscription législative | 4e circonscription | 2010-     | Électorale                   | Lors du découpage législatif de 1986, le nombre de circonscriptions législatives passe dans le Loiret de 4 à 5. Un nouveau redécoupage intervient en 2010 avec la loi du 23 février 2010. En attribuant un siège de député « par tranche » de 125 000 habitants, le nombre de circonscriptions par département varie désormais de 1 à 21,. Dans le Loiret, le nombre de circonscriptions passe de cinq à six. La réforme n'affecte pas Château-Renard qui reste rattachée à la quatrième circonscription. |

#### Collectivités de rattachement
La commune de Château-Renard est rattachée au département du Loiret et à la région Centre-Val de Loire, à la fois circonscriptions administratives de l'État et collectivités territoriales.

### Politique et administration municipales

#### Conseil municipal et maire

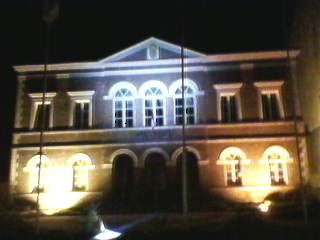
La mairie depuis la rue Étienne Dolet.

Depuis les élections municipales de 2014, le conseil municipal  de Château-Renard, commune de plus de 1 000 habitants, est élu au scrutin proportionnel de liste à deux tours (sans aucune modification possible de la liste), pour un mandat de six ans renouvelable. Il est composé de 19 membres. L'exécutif communal est constitué par le maire, élu par le conseil municipal, parmi ses membres, pour un mandat de six ans, c'est-à-dire pour la durée du mandat du conseil.
| Période                                  | Période   | Identité                     | Étiquette    | Qualité                                                                                       |
| ---------------------------------------- | --------- | ---------------------------- | ------------ | --------------------------------------------------------------------------------------------- |
|                                          |           | Étienne Bailly               |              | Propriétaire Conseiller général du canton de Châteaurenard (1836-1848)                        |
|                                          |           | Louis Nicolas Petit          |              | Avocat puis Juge de Paix Conseiller général du canton de Châteaurenard (1848-1867)            |
|                                          |           | Charles Louis Auguste Noblet |              | Propriétaire Conseiller général du canton de Châteaurenard (1867-1871)                        |
|                                          |           | Prosper Roulx                |              | Conseiller général du canton de Châteaurenard (1871-1892)                                     |
|                                          |           | Charles Roux                 | Républicain  | Agriculteur Député du Loiret (1919-1928) Conseiller général du canton de Châteaurenard (1904) |
|                                          |           | Jean Bernard                 | DVD          | Conseiller général du canton de Châteaurenard (1961-1967)                                     |
| 1967                                     | 1979      | Guy Rousseau                 |              |                                                                                               |
| mars 1983                                | mars 2008 | Jean-Charles Paré            | RPR puis UMP | Conseiller général du canton de Château-Renard (1979-2005)                                    |
| mars 2008                                | mars 2014 | Marc Benedic                 | UMP-LR       | Notaire                                                                                       |
| mars 2014                                | mai 2020  | Marc Benedic                 |              | Retraité de profession libérale                                                               |
| mai 2020                                 | En cours  | Jocelyn Buron,               |              | Ancien employé                                                                                |
| Les données manquantes sont à compléter. |           |                              |              |                                                                                               |

## Équipements et services

### Environnement

#### Gestion des déchets
En 2016, la commune est membre du syndicat d'aménagement rural (SAR) des cantons de Courtenay et Château-Renard. Celui-ci assure la collecte et le traitement des ordures ménagères résiduelles en porte à porte, des emballages ménagers recyclables, des journaux-magazines et du verre en points d’apport volontaire. Un réseau de trois déchèteries, dont une est située sur le territoire communal, accueille les encombrants et autres déchets spécifiques (déchets verts, déchets dangereux, gravats, ferrailles, cartons, cartouches/capsules, déchets dangereux). Le SAR n’assure pas le traitement, ni la valorisation des déchets collectés qui sont effectués par le SMIRTOM et différents prestataires. Le SMIRTOM de Montargis procède à l'élimination et la valorisation énergétique des déchets ménagers dans l'unité d'Amilly, construite en 1969. Une convention de délégation du service public de traitement a été conclue en 2013 avec la société Novergie Centre, filiale énergie du Groupe Suez pour la valorisation énergétique des déchets.
Depuis le 1er janvier 2017, la « gestion des déchets ménagers » ne fait plus partie des compétences de la commune mais est une compétence obligatoire de la communauté de communes de la Cléry, du Betz et de l'Ouanne (3CBO) en application de la loi NOTRe du 7 août 2015. À l'occasion de la création de la 3CBO, le Syndicat d’Aménagement Rural (SAR) de Château-Renard et Courtenay, totalement inclus dans le périmètre de cette nouvelle structure, est dissout par arrêté préfectoral du 28 décembre 2016 et les personnels, biens et équipements font désormais partie intégrante de la nouvelle communauté de communes.

#### Production et distribution d'eau
Le service public d’eau potable est une compétence obligatoire des communes depuis l’adoption de la loi du 30 décembre 2006 sur l’eau et les milieux aquatiques. Au 31 décembre 2016, la production et la distribution de l'eau potable sur le territoire communal sont assurées par le syndicat intercommunal d'alimentation en eau potable de Château-Renard, un syndicat créé en 1949 desservant six communes (Château-Renard, Conflans-sur-Loing, Gy-les-Nonains, Melleroy, Saint-Firmin-des-Bois et Saint-Germain-des-Prés),,.
La loi NOTRe du 7 août 2015 prévoit que le transfert des compétences « eau et assainissement » vers les communautés de communes sera obligatoire à compter du 1er janvier 2020. Le transfert d’une compétence entraîne  de  facto la mise à disposition gratuite de plein droit des biens, équipements et services publics utilisés, à la date du transfert, pour l'exercice de ces compétences et la substitution de la communauté dans les droits et obligations des communes,.

#### Assainissement
La compétence assainissement, qui recouvre obligatoirement la collecte, le transport et l’épuration des eaux usées, l’élimination des boues produites, ainsi que le contrôle des raccordements aux réseaux publics de collecte, est assurée  par la commune elle-même.
La commune est raccordée à une station d'épuration située sur le territoire communal, mise en service le 10 octobre 2011 et dont la capacité nominale de traitement est de  5 000 EH, soit 795 m3/jour. Cet équipement utilise un procédé d'épuration biologique dit « à boues activées »,.
L’assainissement non collectif (ANC) désigne les installations individuelles de traitement des eaux domestiques qui ne sont pas desservies par un réseau public de collecte des eaux usées et qui doivent en conséquence traiter elles-mêmes leurs eaux usées avant de les rejeter dans le milieu naturel. Le Syndicat mixte d'Aménagement Rural des cantons de Courtenay et de Château-Renard a créé un service public d'assainissement non collectif (SPANC) qui a pour missions la vérification de la conception et de l’exécution des ouvrages pour les installations neuves ou réhabilitées et la vérification périodique du bon fonctionnement et de l’entretien des installations existantes,. Depuis le 1er janvier 2017, le SPANC est assuré par la 3CBO, dont la création a été accompagnée de la dissolution du Syndicat d’Aménagement Rural (SAR) de Château-Renard et Courtenay.

### Autres services
- Château-Renard dispose d'un bureau de poste, d'une brigade de gendarmerie et d'un centre d'incendie et de secours.

## Population et société

### Démographie
L'évolution du nombre d'habitants est connue à travers les recensements de la population effectués dans la commune depuis 1793. Pour les communes de moins de 10 000 habitants, une enquête de recensement portant sur toute la population est réalisée tous les cinq ans, les populations de référence des années intermédiaires étant quant à elles estimées par interpolation ou extrapolation. Pour la commune, le premier recensement exhaustif entrant dans le cadre du nouveau dispositif a été réalisé en 2004.
En 2022, la commune comptait 2 108 habitants, en évolution de −5,34 % par rapport à 2016 (Loiret : +1,89 %, France hors Mayotte : +2,11 %).
| 1793  | 1800  | 1806  | 1821  | 1831  | 1836  | 1841  | 1846  | 1851  |
| ----- | ----- | ----- | ----- | ----- | ----- | ----- | ----- | ----- |
| 1 863 | 2 088 | 2 107 | 2 120 | 2 288 | 2 343 | 2 378 | 2 444 | 2 529 |

| 1856  | 1861  | 1866  | 1872  | 1876  | 1881  | 1886  | 1891  | 1896  |
| ----- | ----- | ----- | ----- | ----- | ----- | ----- | ----- | ----- |
| 2 616 | 2 644 | 2 675 | 2 542 | 2 583 | 2 551 | 2 636 | 2 529 | 2 368 |

| 1901  | 1906  | 1911  | 1921  | 1926  | 1931  | 1936  | 1946  | 1954  |
| ----- | ----- | ----- | ----- | ----- | ----- | ----- | ----- | ----- |
| 2 346 | 2 230 | 2 311 | 2 067 | 2 089 | 1 957 | 1 975 | 2 009 | 1 920 |

| 1962  | 1968  | 1975  | 1982  | 1990  | 1999  | 2004  | 2006  | 2009  |
| ----- | ----- | ----- | ----- | ----- | ----- | ----- | ----- | ----- |
| 2 061 | 2 120 | 2 171 | 2 223 | 2 302 | 2 389 | 2 397 | 2 386 | 2 296 |

| 2014  | 2019  | 2022  | - | - | - | - | - | - |
| ----- | ----- | ----- | - | - | - | - | - | - |
| 2 229 | 2 118 | 2 108 | - | - | - | - | - | - |

## Économie
Ressources et productions agricoles :
cultures céréalières : usine de céréales, fruits ; vergers de la Bernillière.
Une entreprise de paysagiste et de travaux publics.
Château-Renard possède : un cabinet de notaire. Une maison de retraite et une crèche. Plusieurs banques : Crédit Agricole, Société Générale et Caisse d'épargne.
Un supermarché U express ainsi qu'une station essence, une pharmacie, 3 coiffeurs, 2 boulangeries, 4 bars, 3 pizzerias, une médiathèque office du tourisme, 6 restaurants, un fleuriste, un tatoueur, 3 assurances, 2 agences immobilières, une esthéticienne, 2 bureaux de tabac, un cinéma, 2 garagistes, un bureau de poste, un magasin de bricolage, 2 cabinets de médecins traitants, une boucherie-charcuterie, un centre équestre et 2 auto-écoles.

## Patrimoine

### Lieux et monuments

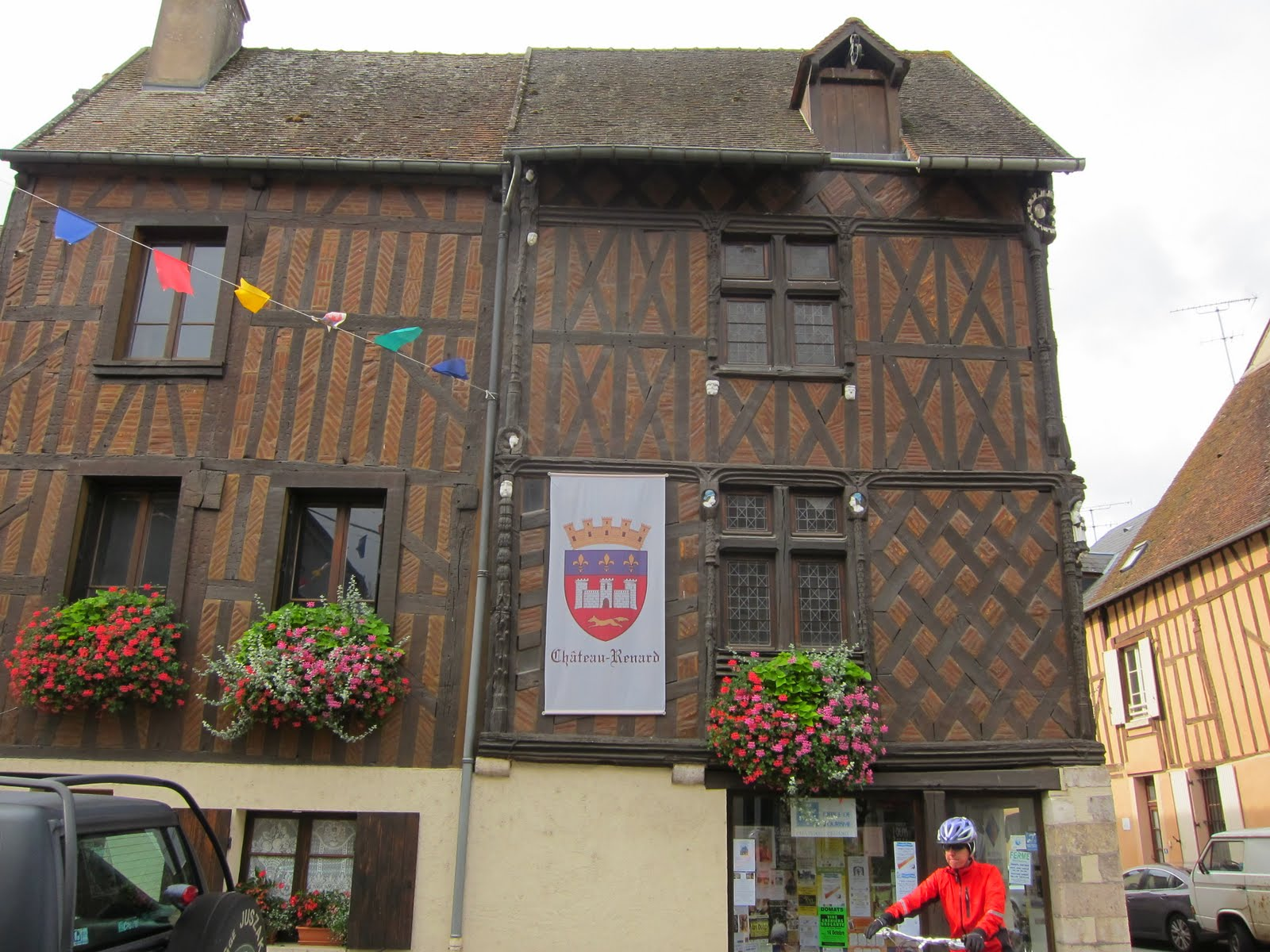
Maison de Jeanne d'Arc

Parmi les édifices notables, on peut citer :
- Le château de la Motte classé Monument historique depuis le 15 mars 1945[119] ;
- L'église Saint-Étienne dont le portail et le clocher sont classés Monuments historiques[120]. L'édifice contient aussi plusieurs éléments classés, un calice signé Claude Rosnel datant de la fin du XVIIe siècle et une plaque commémorative datant du XVIe siècle[121] ; le tableau de Laurent de La Hire, une Présentation au temple datant du XVIIe siècle, jadis dans l'église, a été déposé à la cathédrale d'Orléans après remise en état financée par la DRAC, à la suite du refus obstiné du maire de Château-Renard de payer pour sa restauration[122]. En 2016 Jacques Billard, vice-président de l'association « Rencontre avec le Patrimoine religieux » et membre de la société d'émulation et des amis du vieux Montargis, a découvert dans l'église des peintures murales « du sol au plafond » datées de 1893[123].
- La maison dite « de Jeanne d'Arc » datant du XVe siècle[124], dans laquelle l'héroïne a demeuré[réf. nécessaire], accueille aujourd'hui l'office du tourisme ;
- La maison dite « des notaires » (53 place de la République) datant du XVIe siècle et inscrite aux Monuments historiques depuis le 28 septembre 2004[125] ;
- La maison dite « de l’Île du Canada » datant du XVIIe siècle et inscrite aux Monuments historiques depuis le 5 octobre 2004[126] ;
- Les ruines de l'ancien château fort, appelées le donjon (remparts et restes de tours) classés Monuments historiques depuis le 14 octobre 1911[127] ;
- La chapelle Notre-Dame.

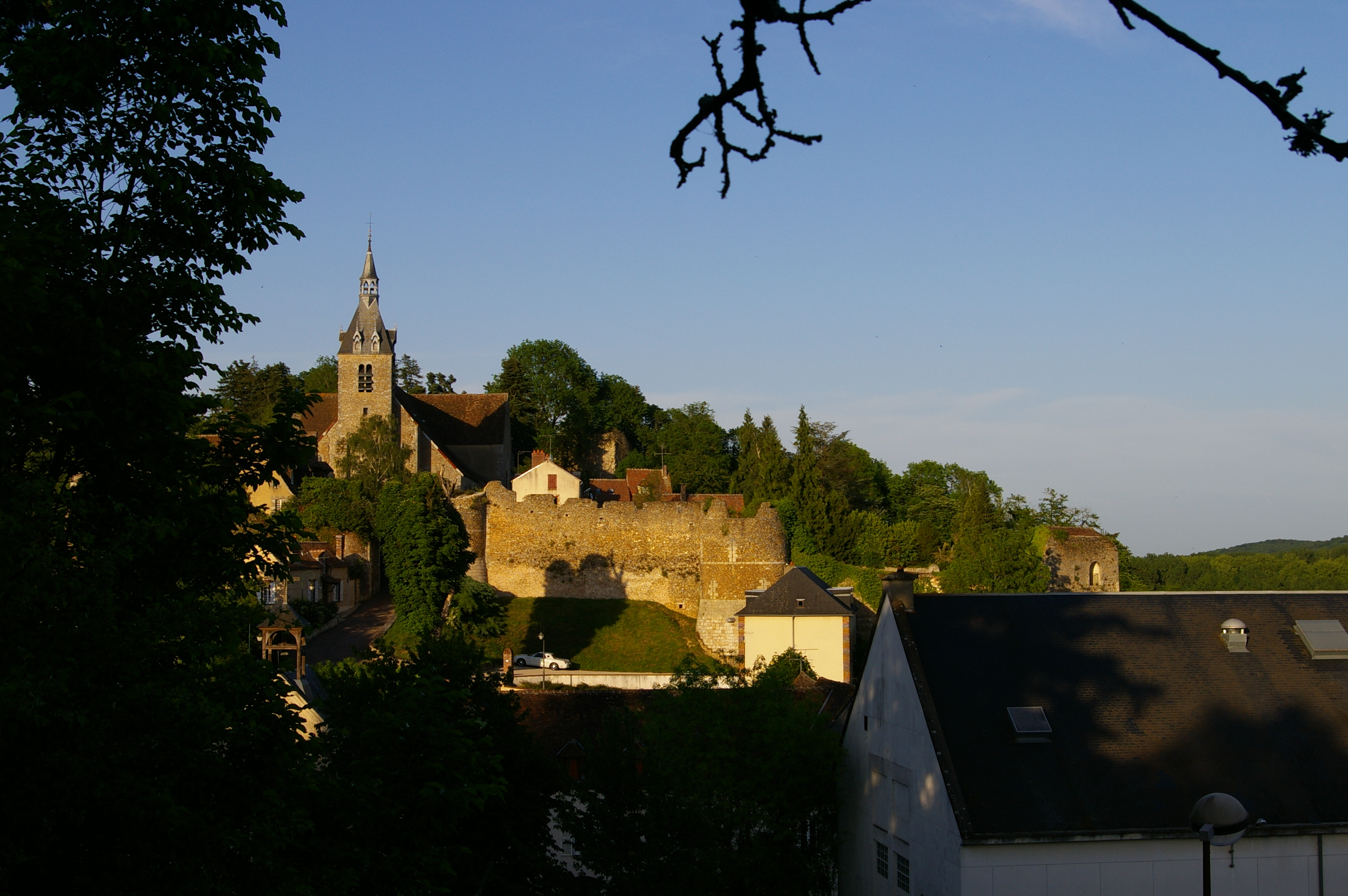
Vue de l'église et des anciennes murailles. En bas à droite, la salle des fêtes (bâtiment de la mairie).
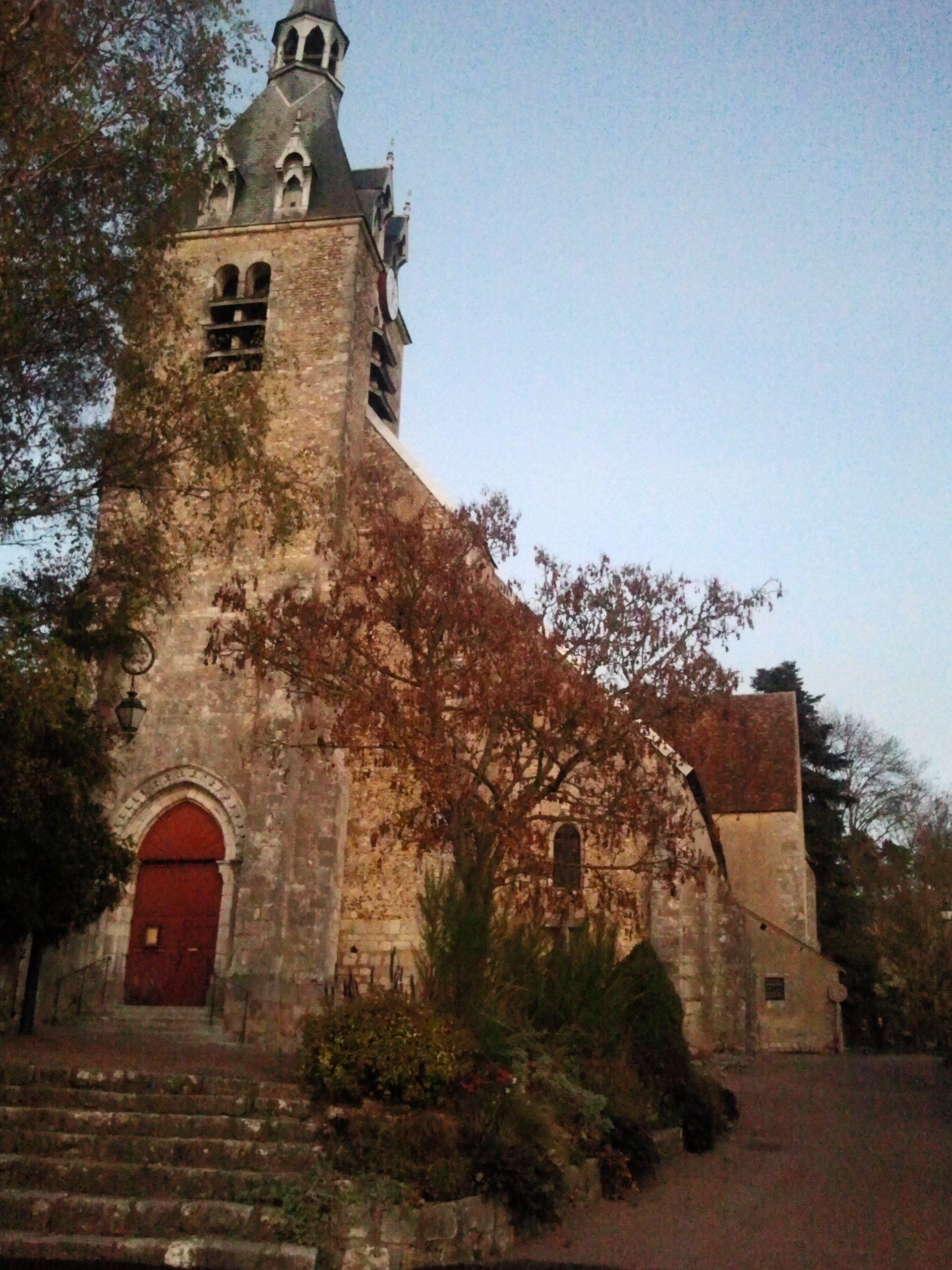
Église Saint-Étienne.
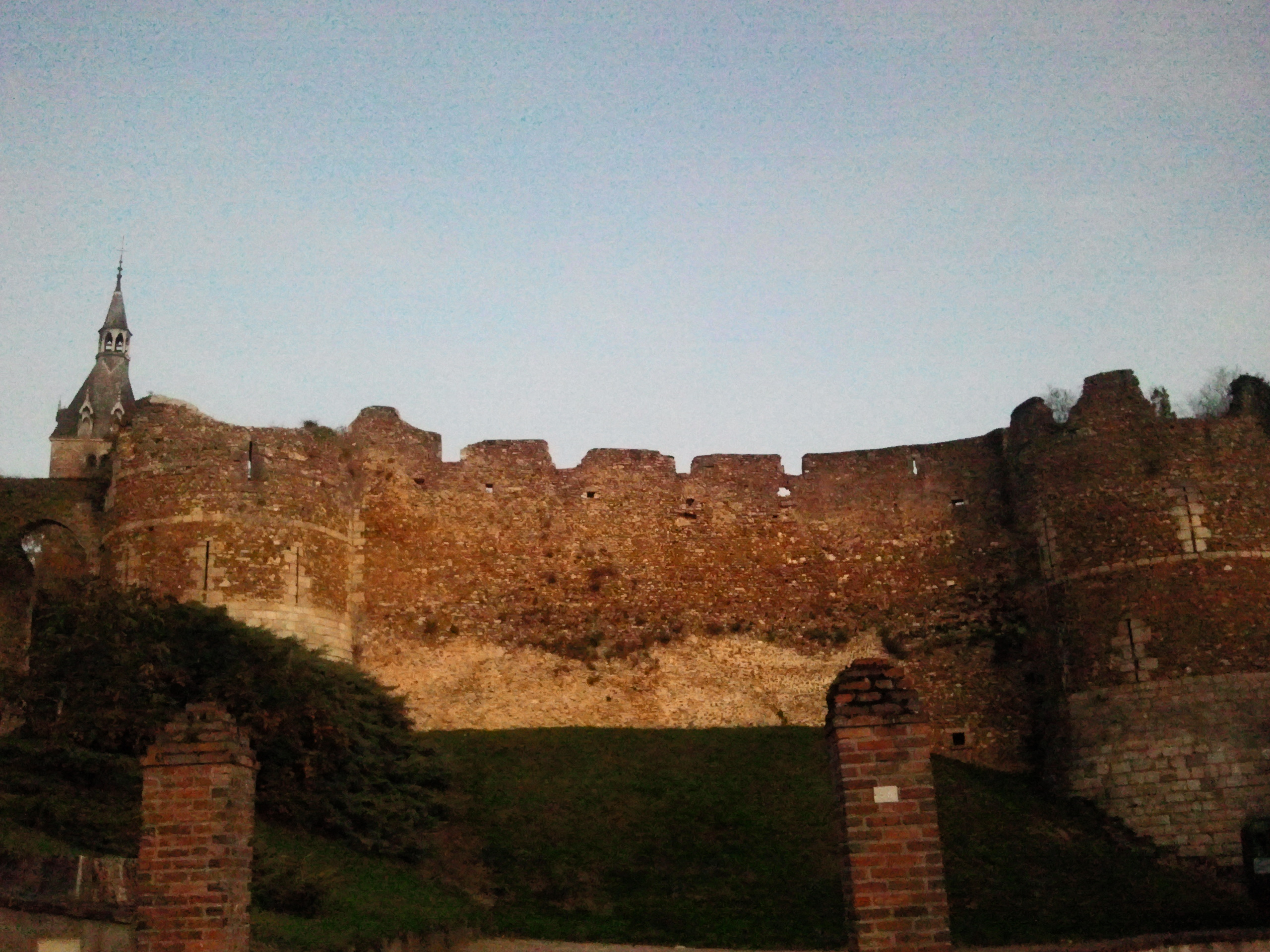
Ruines des remparts du château.
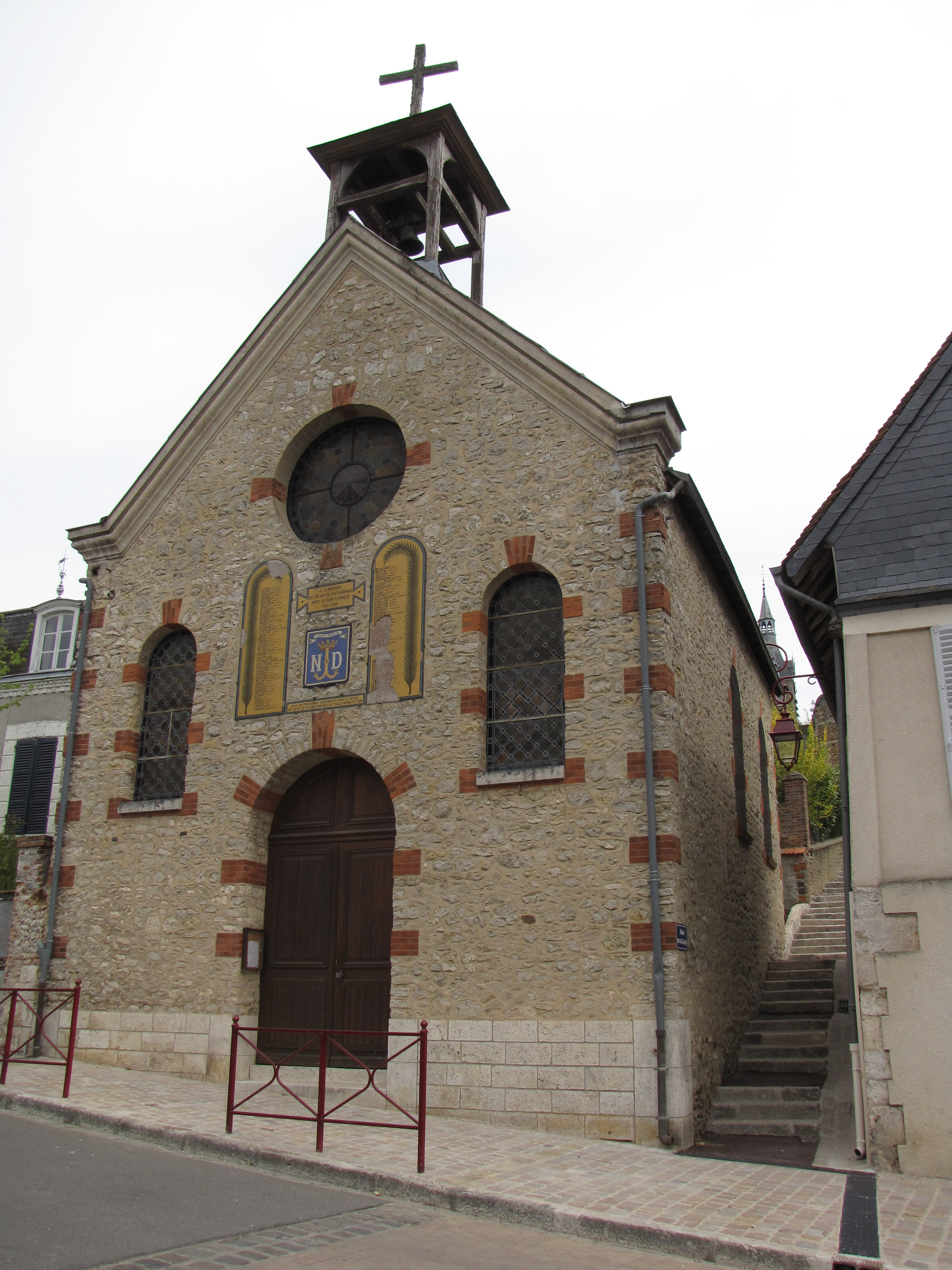
Chapelle Notre-Dame, vue depuis la rue Étienne Dolet.
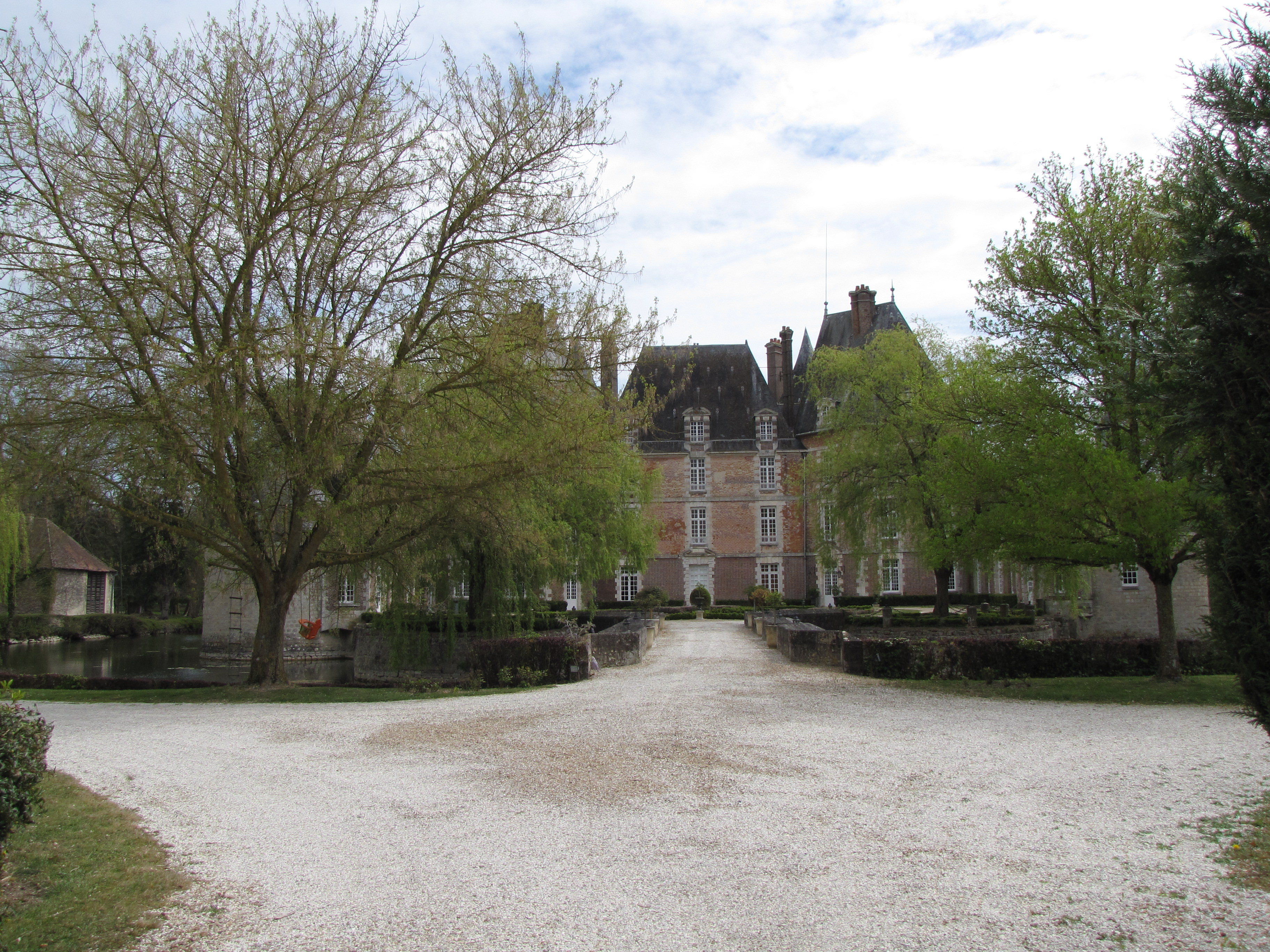
Château de la Motte.

## Enseignement
La commune est située dans l'académie d'Orléans-Tours. Elle possède une école maternelle, une école primaire (de l'Odonna) et un collège (de la Vallée de l'Ouanne).

## Personnalités liées à la commune

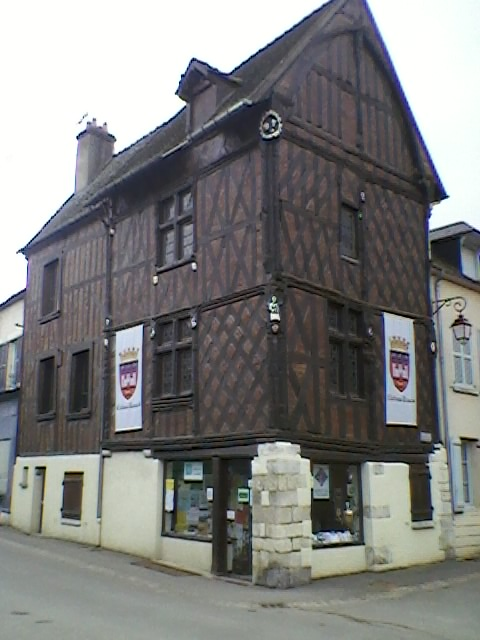
Maison Jeanne-d'Arc.

- Jeanne d'Arc (1412-1431), figure emblématique de l'histoire de France et sainte de l'Église catholique est passée trois fois dans la commune et y a passé deux nuitées[128].[réf. nécessaire]
- François-Firmin Fricot (1746-1829), politicien français, est mort dans la commune.
- Pierre François Étienne Roulx (1751-1835), politicien français, est né et mort dans la commune[129].
- Edgard Sajet (1922-2010), résistant et déporté, Chevalier de la Légion d'honneur, est décédé dans la commune.[réf. nécessaire]
- Ange de Maussion, colonel tué en 1840 lors d'un engagement après l'enlèvement des matamores de Bou-Chouicha durant la conquête de l'Algérie par la France.[pourquoi ?]

## Culture
- Maison des jeunes et de la culture
- Musée vivant de l'apiculture[130]
- Médiathèque[131]
- Le cinéma Vox[132],[133]
- Association Les enfants de l'Odonna
- Maison des Jeunes et de la Culture (MJC)[134]

## Sports
- Le stade Guy-Rousseau avec comme équipe le FC de la vallée de l'Ouanne
- Le club de tennis
- Une piscine
- Un gymnase
- Un skate park

## Jumelages
| La commune est impliquée dans deux accords de jumelage avec des villes européennes : - Metelen (Allemagne) depuis 1989 ; - Villanova d'Asti (Italie) depuis 1993. | \| Château-Renard Metelen Villanova d'Asti \| |
| Château-Renard Metelen Villanova d'Asti |                                               |

## Cadre de vie
La commune possède le label « Ville fleurie », deux fleurs lui ont été attribuées par le conseil national des villes et villages fleuris de France dans le cadre du concours des villes et villages fleuris. La ville n'a pas encore le label internet attribué.